# 平和記念日
平和記念日（へいわきねんび）は、広島市が制定している記念日で、日付は広島市に原子爆弾が投下された日付の8月6日である。広島平和記念日（ひろしまへいわきねんび）とも呼称される。

## 概要
1947年7月31日に制定された広島市役所事務休停日条例に基づき、広島市独自の休日として規定している。広島市における8月6日に関する条例としては他にも「広島市の休日を定める条例」や「広島市平和推進基本条例」がある。
市機関の執務は「原則として行わない」と規定しており、広島市役所等は閉庁となる。「原爆犠牲者の慰霊や恒久平和を祈る日としての意義を広く伝える」「多くの市職員にとって被爆死した身内の命日である」「平和記念式典の運営態勢を作る」等を主な理由としている。
1988年12月に土曜閉庁制を官公庁で導入するために地方自治法改正案が国会で成立したが、地方自治体が条例で定める休日として、「土日」「祝日法に規定する休日」「年末年始で条例で定める日」を列挙していたが、広島市が条例として制定していたような8月6日を平和記念日として休日とすることは当時の地方自治法の規定になく、広島市が8月6日を休日として市役所等を閉庁とすることは違法状態となった。そこで、1991年4月に「当該地方公共団体において特別な歴史的、社会的意義を有し、住民がこぞって記念することが定着している日で、当該地方公共団体の休日とすることについて広く国民の理解を得られるようなもの」を地方公共団体が条例で休日と指定できる規定を新設する地方自治法改正案が国会で成立したことで、8月6日を平和記念日として休日として市役所等を閉庁とすることが合法となった。
広島市教育委員会は2004年度から8月6日の時期に登校日として原爆投下時刻の午前8時15分に黙とうをしたり、被爆体験を聞いたりする平和集会を開くことを小中学校に促していた。
法改正による広島県から広島市への権限移譲が2017年4月から施行されて教員の給与負担等が広島県教育委員会から広島市教育委員会が担うようになったことで、広島市立教員に8月6日を休日とする条例が適用されるようになった際に、広島市教育委員会が「（校長は）休日に業務を命ずることができない」とする国の公立の義務教育諸学校等の教育職員の給与等に関する特別措置法の規定を重視し、公立の義務教育諸学校等の教育職員を正規の勤務時間を超えて勤務させる場合等の基準を定める政令の例外規定にも該当しなかったとして、広島市立の小中学校では教員が出勤できないとして2017年8月6日の登校日は無くなった。その後、広島市で8月6日に登校日とすることを求める声があがり、「各校が年度ごとに必要と判断すれば、勤務を命じることも可能」として法令について柔軟な運用が認められるようになり、2018年度から復活することとなった。